# Сделано в США (фильм, 1966)
«Сделано в С.Ш.А» (англ. Made in U.S.A) — двенадцатый полнометражный фильм Жан-Люка Годара, повествующий о парижанке, которая пытается найти убийцу своего возлюбленного. Основан на романе Дональда Уэстлейка «В зловещей тиши Сагамора».

## Сюжет
Паула Нельсон отправляется в Атлантик-Сити на встречу к своему возлюбленному Ричарду Политцеру. Прочитав местную газету, она узнаёт, что он умер от сердечного заболевания. Но Паула не верит в это, и решает сама расследовать таинственную смерть Ричарда.

## В ролях
| Роль             | Актёр             |
| ---------------- | ----------------- |
| Паула Нельсон    | Анна Карина       |
| Дональд Сигель   | Жан-Пьер Лео      |
| Ричард Видмарк   | Ласло Сабо        |
| Эдгар Тиф        | Эрнест Менцер     |
| Камео            | Марианна Фэйтфулл |
| Дэвид Гудис      | Ив Афонсо         |
| Ричард Никсон    | Жан-Пьер Биссе    |
| Инспектор Олдрич | Жан-Клод Буллон   |
| Бармен           | Марк Дюдикур      |
| Роберт Макнамара | Сильвен Годе      |
| Камео            | Филипп Лабро      |